# اکلاهما

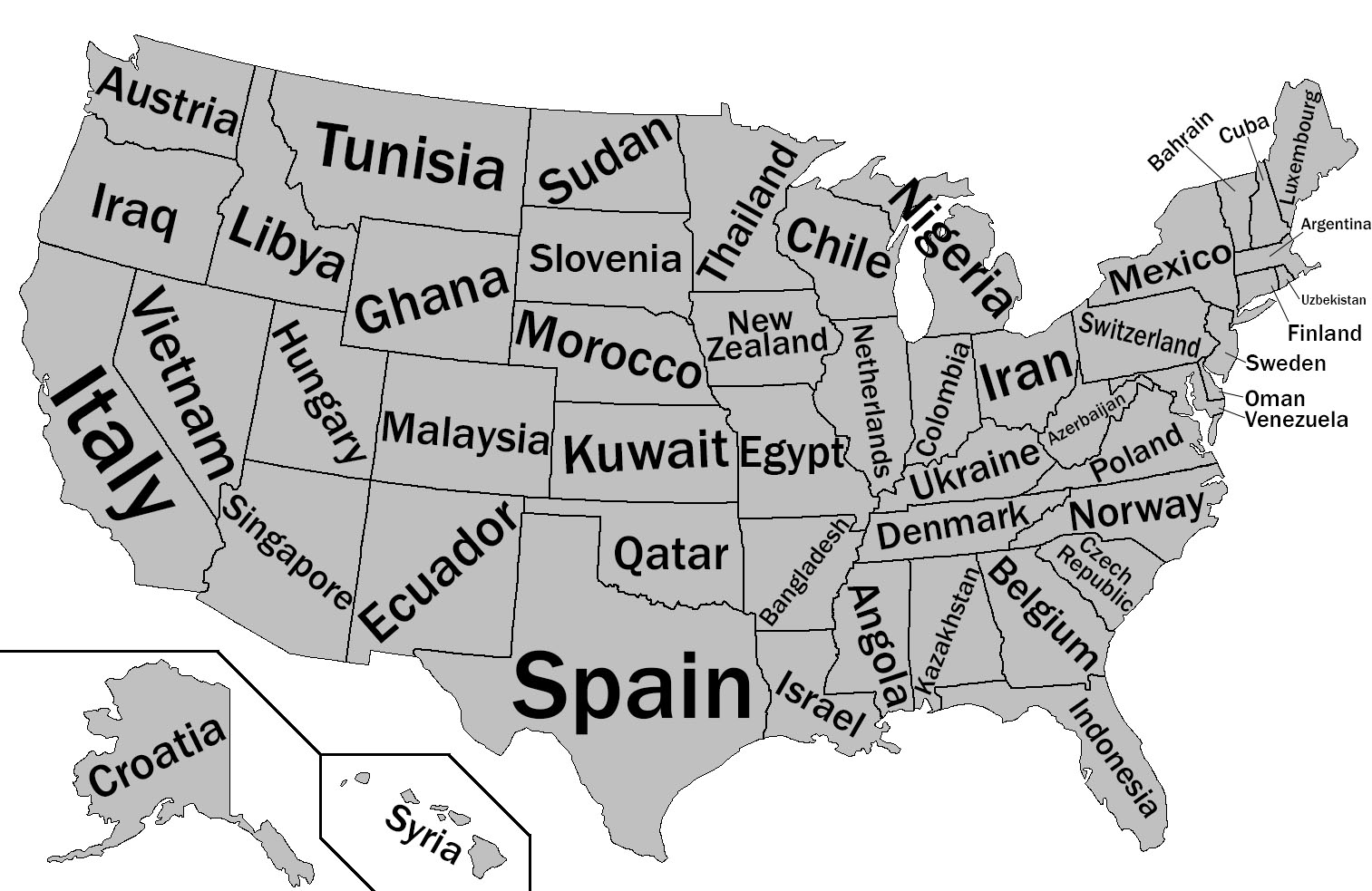
مقایسهٔ تولید ناخالص داخلی ایالت‌های آمریکا با کشورهای دیگر در سال ۲۰۱۲. ایالت اکلاهما در این سال تولید ناخالصی اش قابل مقایسه با کشور قطر بوده‌است.

ا‌کلاهما (Oklahoma) ایالتی است که در جنوب مرکزی ایالات متحده قرار دارد. این ایالت در سال ۲۰۱۰ حدود ۳٬۷۵۱٬۳۵۱ نفر جمعیت داشت. مساحت این ایالت در حدود ۶۸٬۶۶۷ مایل مربع (۱۷۷٬۸۴۷ کیلومتر مربع) است. اکلاهما بیست‌ و هشتمین ایالت بزرگ از نظر جمعیت و بیستمین ایالت بزرگ از نظر مساحت است. نام ایالت از دو کلمه Choctaw okla و humma گرفته شده‌است. به معنای «مردم سرخ» است. همچنین با نام مستعار خود، ایالت مهاجران اولیه (The Sooner State) نیز شناخته می‌شود. این ایالت در ۱۶ نوامبر ۱۹۰۷ از قلمرو سرخپوستان تشکیل شد. این ایالت چهل‌ و ششمین ایالتی بود که بخشی از ایالات متحده شد. مردمی که در این ایالت زندگی می‌کنند به نام اوکلاهومان یا اوکی شناخته می‌شوند. پایتخت و بزرگترین شهر این ایالت اوکلاهاما سیتی است. در گذشته، اکلاهما به عنوان مسیری برای راندن گاوها، مکانی برای مهاجران جنوبی و منطقه‌ای ساخته شده توسط دولت برای بومیان آمریکا بود. این ایالت یک تولیدکننده بزرگ گاز طبیعی، نفت و مواد غذایی است. این کشور صنایع بزرگی در هوانوردی، انرژی، مخابرات و زیست‌فناوری دارد. اوکلاهاما یکی از سریع‌ترین اقتصادهای در حال رشد را در آمریکا دارد. اوکلاهاما بین سال‌های ۲۰۰۵ و ۲۰۰۶، سومین درصد رشد درآمد و بالاترین درصد رشد تولید ناخالص داخلی را داشت. اکلاهما سیتی و تولسا مناطق اصلی اقتصادی اکلاهما هستند. تقریباً ۶۰ درصد از مردم اوکلاهومان در این دو منطقه آماری شهری زندگی می‌کنند. اوکلاهاما دارای رشته کوه‌های کوچک، دشت‌ها و جنگل‌های شرقی است. بیشتر اکلاهما در دشت‌های بزرگ است. مرتباً با آب‌وهوای سخت برخورد می‌کند. میراث فرهنگی اوکلاهاما توسط جمعیتی از فرهنگ‌های مختلف ساخته شده‌است. این افراد شامل افرادی با تبار آلمانی، ایرلندی، بریتانیایی و بومیان آمریکا هستند. بیش از ۲۵ زبان بومی آمریکا در اکلاهما صحبت می‌شود، بیش از هر ایالت دیگر. بسیاری از مردم اکلاهما به مسیحیت انجیلی اعتقاد دارند. اکلاهما بخشی از کمربند کتاب مقدس است. اکلاهما یکی از محافظه‌کارانه‌ترین ایالت‌ها از نظر سیاسی است.

## تاریخ
منطقه‌ای که امروزه اکلاهما نامیده می‌شود، در آغاز محل سکونت قبایل بومی مانند کادو بود که هنوز هم نوادگانشان در اینجا زندگی می‌کنند.
پس از آن، این منطقه مدت زیادی در دست پادشاهی فرانسه بود. در چند دههٔ پایانی قرن هجدهم، پادشاهی اسپانیا (۱۷۱۶–۱۸۷۳) بر این منطقه حکومت می‌کرد. در نهایت جمهوری اول فرانسه این منطقه را در سال ۱۸۰۳ به ایالات متحده فروخت (نگاه کنید به خرید لوئیزیانا).
در دهه‌های ۱۸۳۰ تا ۱۸۴۰ بسیاری از سرخپوستان از سایر نقاط کشور به این منطقه منتقل شدند. سرخپوستان چاکتاو، یکی از قبایلی که این سرنوشت را یافتند، نام کنونی «اکلاهما» را بر این منطقه نهادند. در زبان چاکتاو، واژهٔ اوکلا به‌معنای «مردم» و هوما به‌معنای «سرخ» است. شهرهایی مانند تولسا، تاهلکوا و ماسکوگی توسط بومیان پایه‌گذاری شدند.
برخی قبایل بومی آمریکا بردگان سیاه‌پوست داشتند. در جریان جنگ داخلی آمریکا، بعضی از این قبایل جانب ایالات مؤتلفه را گرفتند و پس از پایان جنگ به‌شدت از سوی دولت فدرال مجازات شدند.
در سال ۱۸۸۹ دولت بیشتر زمین‌هایی را که پیش‌تر به بومیان واگذار کرده بود، بازپس گرفت. از ۲۲ آوریل آن سال، شهرک‌نشینان می‌توانستند این اراضی را به‌طور رایگان تصاحب کنند. آن‌هایی که اندکی زودتر از موعد زمین را تصاحب کردند، «سُونِر» (Sooners) نامیده شدند. در ۱۶ نوامبر ۱۹۰۷، اکلاهما رسماً به‌عنوان چهل‌وششمین ایالت به ایالات متحده پیوست.
در آغاز سدهٔ بیستم، بهره‌برداری گسترده از نفت در اطراف تولسا آغاز شد و همین امر باعث جذب بیشتر جمعیت به منطقه شد. در جریان رکود بزرگ، خشکسالی و بهره‌برداری نادرست از خاک موجب شکل‌گیری طوفان‌های گردوغبار (Dust Bowl) شد. خاک حاصلخیز در طوفان‌های سهمگین از بین رفت و بسیاری از کشاورزان مجبور به ترک ایالت شدند. این موضوع در رمان خوشه‌های خشم اثر جان استاین‌بک و عکس‌های دروتیا لَنگ بازتاب یافته است.
در ۱۹ آوریل ۱۹۹۵، تیموتی مک‌وی در اقدامی تروریستی، ساختمانی دولتی در اکلاهما سیتی را بمب‌گذاری کرد که در پی آن ۱۶۸ نفر کشته شدند (واقعهٔ بمب‌گذاری اکلاهما سیتی).
اکلاهما در بخشی از ایالات متحده قرار دارد که به‌سبب فراوانی تندبادها به آن لقب کوچه تندبادها (Tornado Alley) داده‌اند. در ۳ مهٔ ۱۹۹۹، اکلاهما دچار مجموعه‌ای از تندبادها شد که یکی از آن‌ها با سرعت باد ۵۱۰ کیلومتر بر ساعت، قوی‌ترین تندبادی بود که تا آن زمان ثبت شده بود. این تندباد به حومهٔ اکلاهما سیتی رسید و ۴۶ نفر را به کام مرگ کشاند. احتمال وقوع تندباد در اکلاهما سیتی، ۳۴۵٪ بیشتر از میانگین ایالات متحده است.
در اکلاهما اعدام قانونی انجام می‌شود. در اوایل سال ۲۰۱۴، این ایالت به‌دلیل اجرای نادرست یک اعدام خبرساز شد؛ محکوم به مرگ، در پی تزریق، دچار درد شدید شد و یک ساعت بعد بر اثر حملهٔ قلبی جان باخت.

## جغرافیا

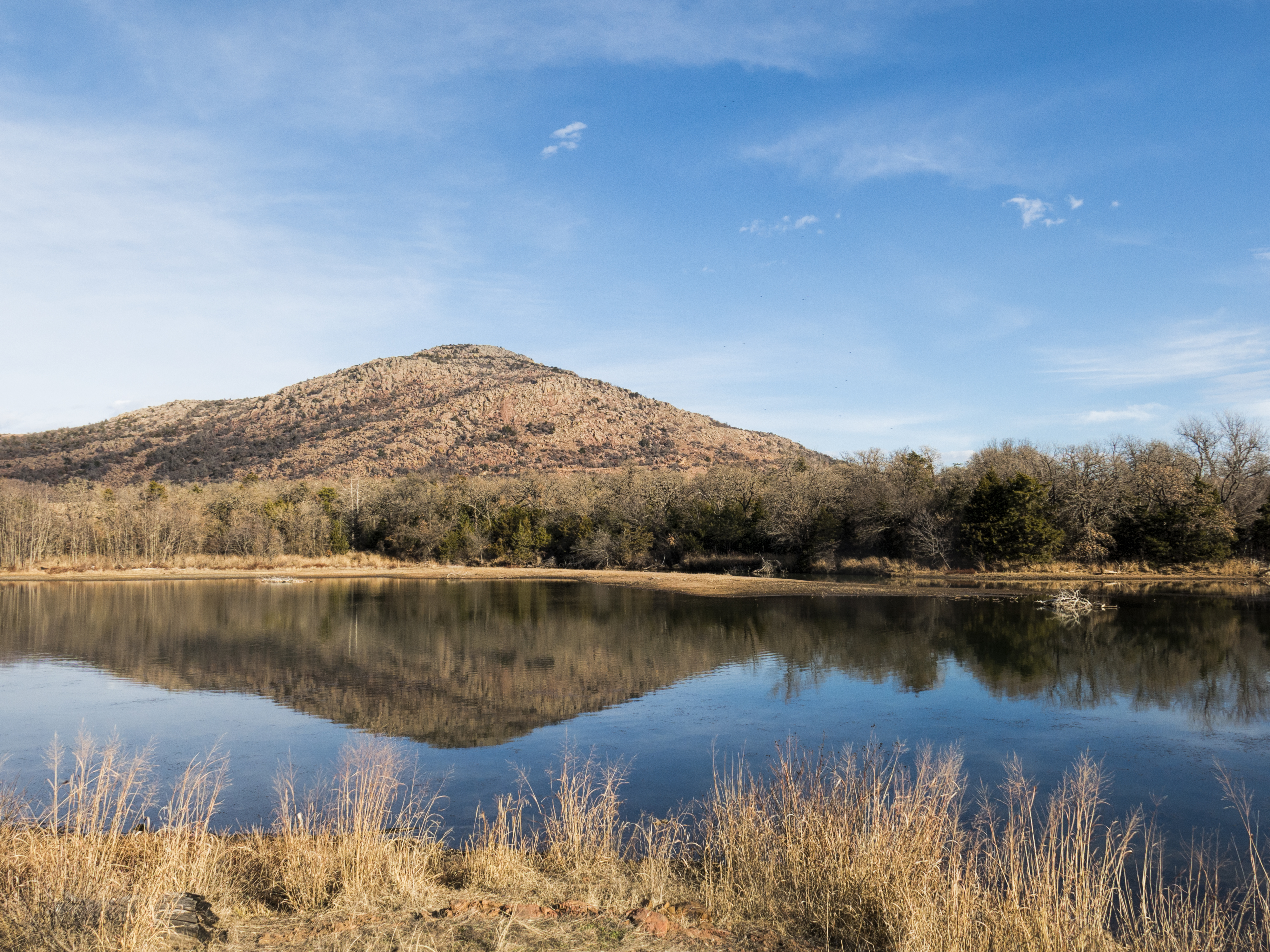
کوه اسکات در پناهگاه حیات وحش کوهستان ویچیتا

ایالت اکلاهما مساحتی معادل ۱۸۱٬۱۹۶ کیلومتر مربع دارد که از این میزان، ۱۷۸٬۰۲۳ کیلومتر مربع خشکی است. این ایالت در منطقه زمانی مرکزی واقع شده‌است.
اکلاهما از شمال با ایالت‌های کانزاس و کلرادو، از غرب با نیو مکزیکو، از شرق با میزوری و آرکانزاس و از جنوب با تگزاس هم‌مرز است.
رودخانه‌های اصلی این ایالت عبارت‌اند از رودخانه رد (که بخش بزرگی از مرز با تگزاس را تشکیل می‌دهد)، رودخانه آرکانزاس و رودخانه کانادین جنوبی. اکلاهما دارای دریاچه‌های بزرگ و کوچکی همچون دریاچه تکسما و دریاچه یوفالا است.
جنوب‌شرق ایالت، ناحیه‌ای نسبتاً پُر‌تپه است، اما بلندترین نقطهٔ آن، قلهٔ بلک میسا (۱۵۱۶ متر) در باریکه اکلاهما (منطقهٔ شمال‌غربی دورافتادهٔ ایالت) است.

## جمعیت و اقتصاد
در ۲۰۰۴، جمعیت اکلاهما برابر با ۳٬۵۲۳٬۵۵۳ نفر (معادل ۱۹٫۴ نفر در هر کیلومتر مربع) بود که حدود ۶۸٪ از این جمعیت در مناطق شهری زندگی می‌کردند. بزرگ‌ترین شهرهای این ایالت عبارت‌اند از پایتخت آن اکلاهما سیتی و شهر تولسا.
بزرگ‌ترین گروه‌های قومی در این ایالت عبارت‌اند از: ۷۵٫۵٪ سفیدپوست آمریکایی، ۱۱٫۹٪ اسپانیایی‌تبار یا لاتین‌تبار، و ۹٫۷٪ سیاه‌پوست.
زبان‌های رایج در اکلاهما عبارت‌اند از: ۹۲٫۶٪ انگلیسی و ۴٫۴٪ اسپانیایی.
تولید ناخالص داخلی این ایالت در ۲۰۰۱ حدود ۹۴ میلیارد دلار بود.

### قومیت چروکی
قوم چروکی در سال ۱۸۳۸ ناچار شدند از سرزمین‌های خود در جورجیا، آلاباما و کارولینای شمالی کوچ کنند و به اکلاهما بیایند. آن‌ها با وجود اعتراض، زندگی جدیدی را در این ایالت آغاز کردند.
ملت کنونی چروکی از رشد اقتصادی قوی، برابری و رفاه برای شهروندان خود برخوردار است و در حوزه‌هایی چون بازرگانی، املاک، کشاورزی و چندین کازینو بسیار سودآور، منافع قابل‌توجهی دارد. این ملت، شرکت شرکت‌های قوم چروکی (Cherokee Nation Businesses) را اداره می‌کند که یک کنگلومرا از شرکت‌ها است و هزاران شغل در شرق اکلاهما برای مردم چروکی ایجاد کرده است.
قوم چروکی در سراسر اکلاهما درمانگاه‌هایی ساخته، در پروژه‌های اجتماعی مشارکت کرده، برای مردمش مدرسه و دانشگاه تأسیس کرده، تمرین گادوگی (همکاری برای جامعه) را ترویج داده که خوداتکایی را تقویت می‌کند و برنامه‌های زبانی را برای کودکان و نوجوانان خود احیا کرده است. 

## تقسیمات اداری
الگو:مقالهٔ اصلی اکلاهما به ۷۷ شهرستان تقسیم شده‌است.

## سیاست

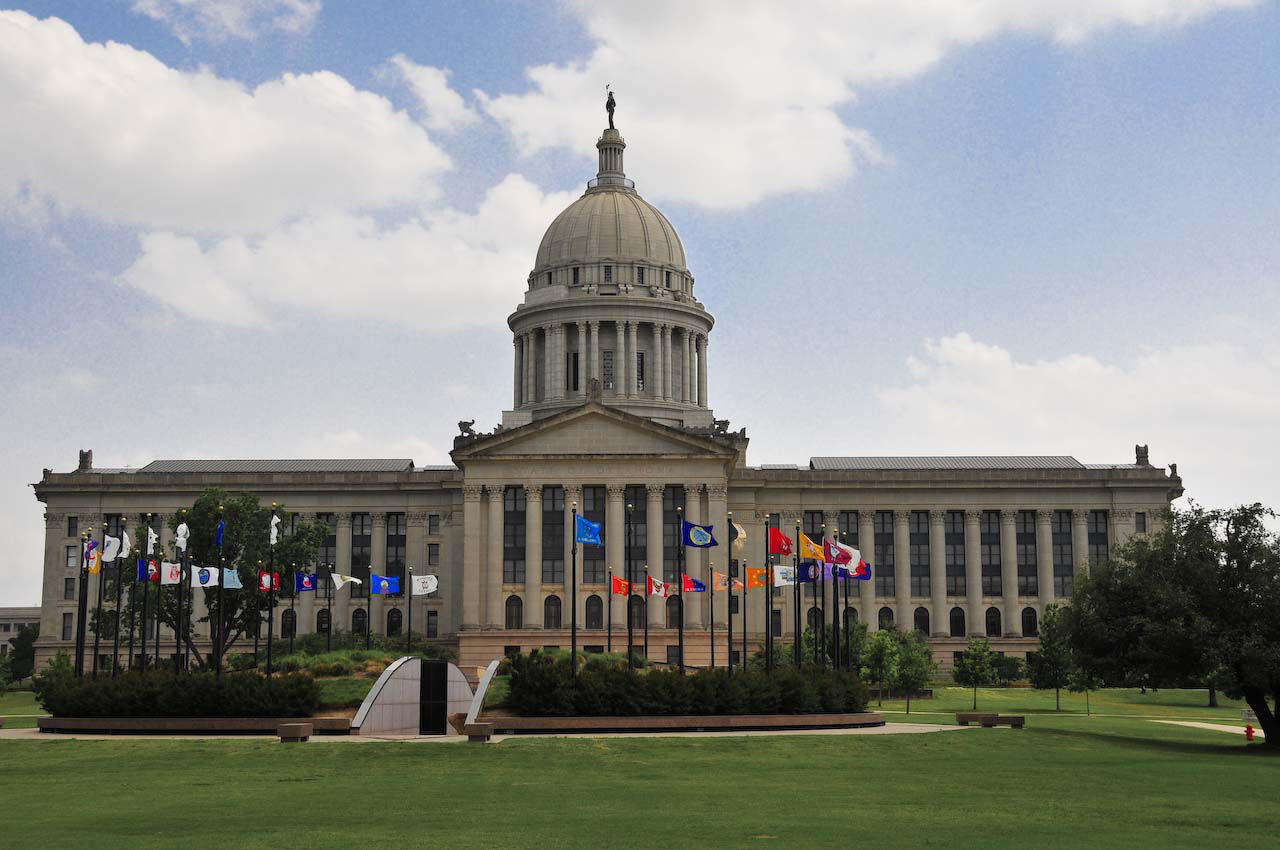
ساختمان کنگره ایالت اکلاهما

در رأس قوهٔ مجریهٔ ایالت، یک فرماندار قرار دارد که مستقیماً با رأی مردم ایالت انتخاب می‌شود. انتخابات فرمانداری ایالات متحده ۲۰۱۸ در اکلاهما را کوین استیت از حزب جمهوری‌خواه بُرد. او در ژانویهٔ ۲۰۱۹ کار خود را به‌عنوان فرماندار اکلاهما آغاز کرد.
قوهٔ مقننه از مجلس نمایندگان اکلاهما با ۱۰۱ عضو و سنا اکلاهما با ۴۸ عضو تشکیل شده‌است.

## اقتصاد
در سال ۲۰۱۲، این ایالت تولید ناخالص داخلی برابر با ۱۷۳٬۱۴۶ میلیارد دلار داشت، که بیش از تولید ناخالص داخلی کشور قطر (۱۷۲٬۹۸۲ میلیارد دلار) بود.

## مشاهیر
از افراد مشهور این سرزمین می‌توان چت بیکر، بلیک شلتون (خواننده کاونتری)، کری آندروود (خواننده کاونتری)، کلی کلارکسون (خواننده کاونتری)، بروس گاف، گارث بروکس (خواننده کاونتری)، گوردون کوپر (فضانورد)، جیمز گارنر (هنرپیشه)، وودی گاتری (خواننده فولک)، بردپیت و لبرون جیمز بسکتبالیست را نام برد.

## دانشگاه‌های مشهور اکلاهما
- دانشگاه اکلاهما
- دانشگاه تولسا
- مرکز علوم درمانی دانشگاه اکلاهما
- دانشگاه ایالتی اکلاهما
- دانشگاه اکلاهمای مرکزی

## نگارخانه

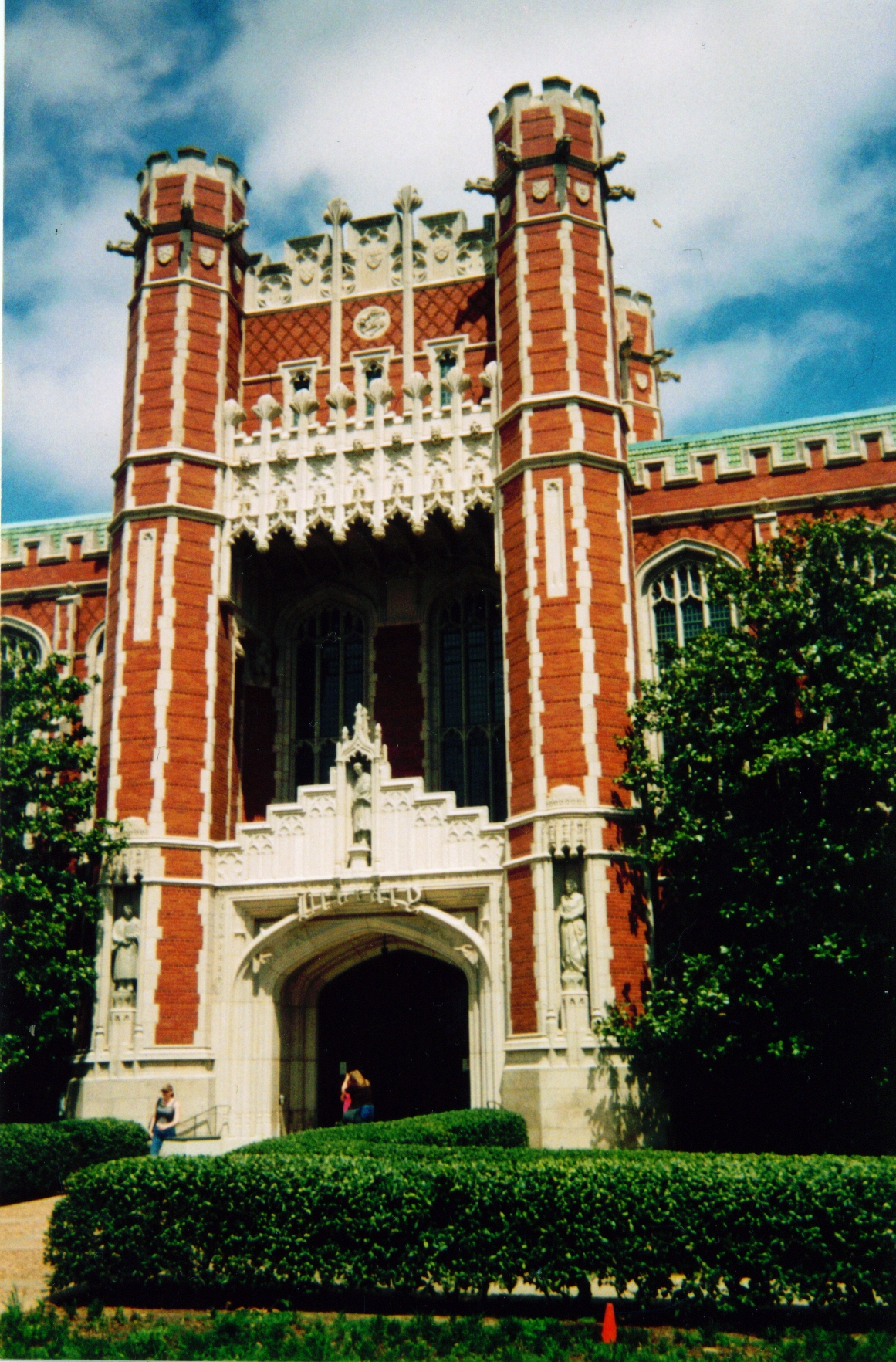
ورودی کتابخانه دانشگاه اکلاهما در شهر نورمن
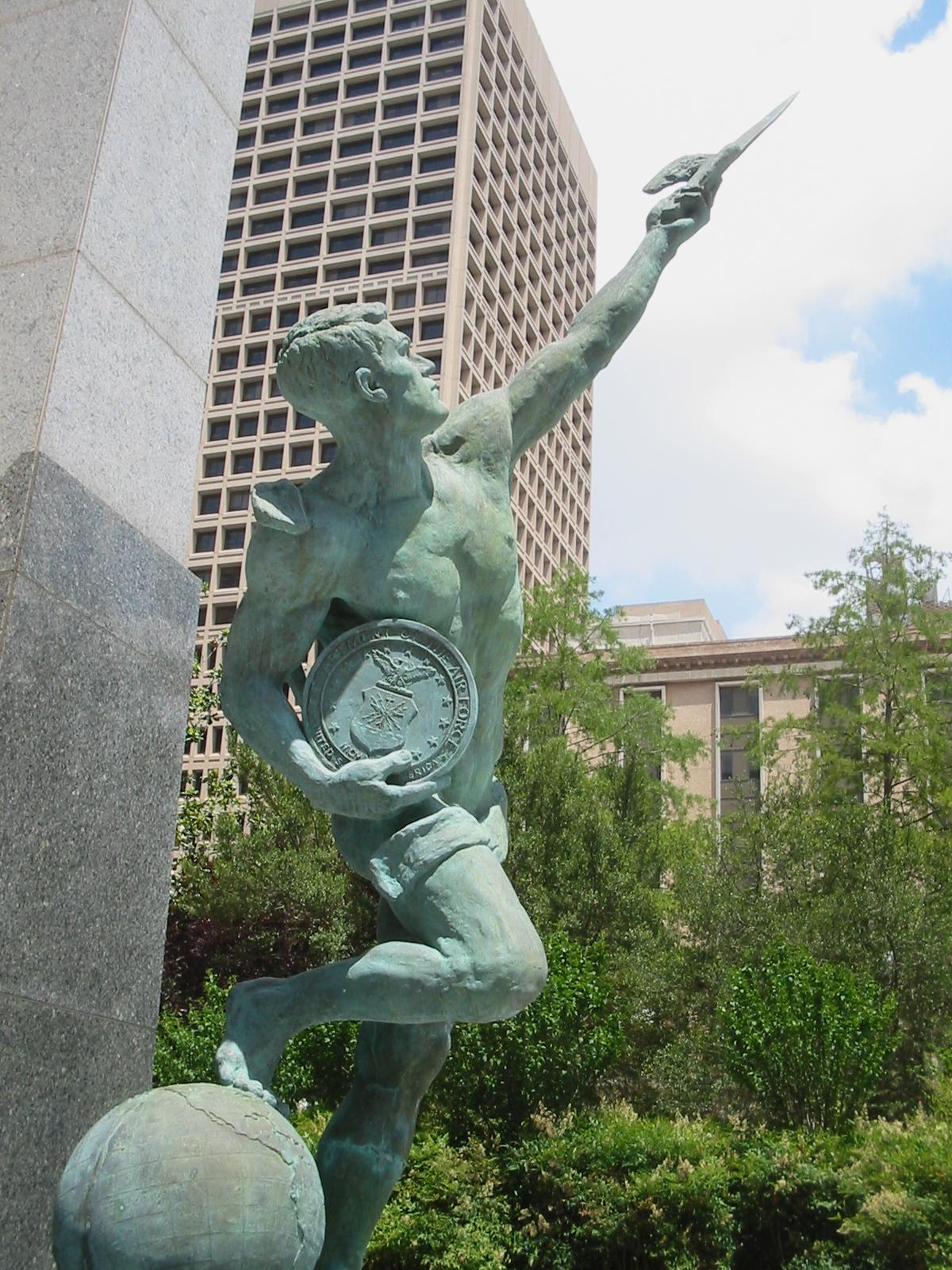
یک تندیس در شهر اکلاهماسیتی
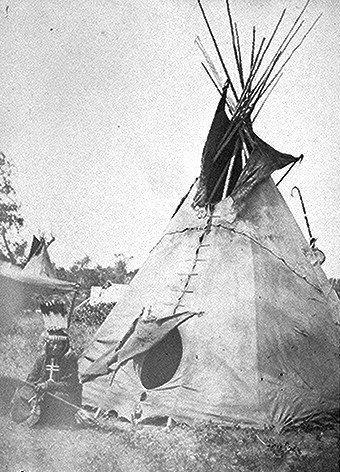
تیپی یک سرخ‌پوست بومی در سال ۱۸۶۹
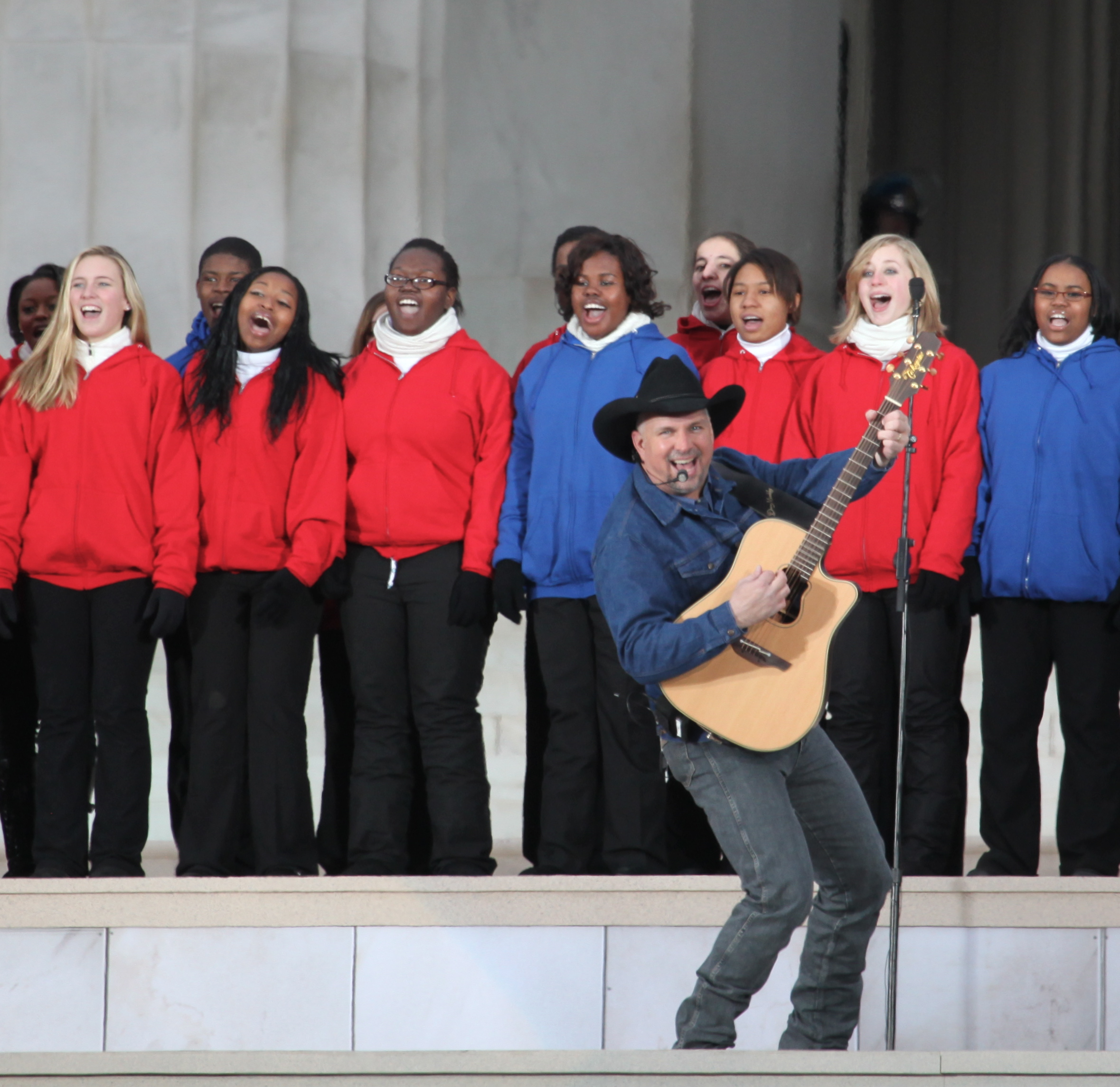
گارث بروکس، مشهورترین خواننده از اکلاهما
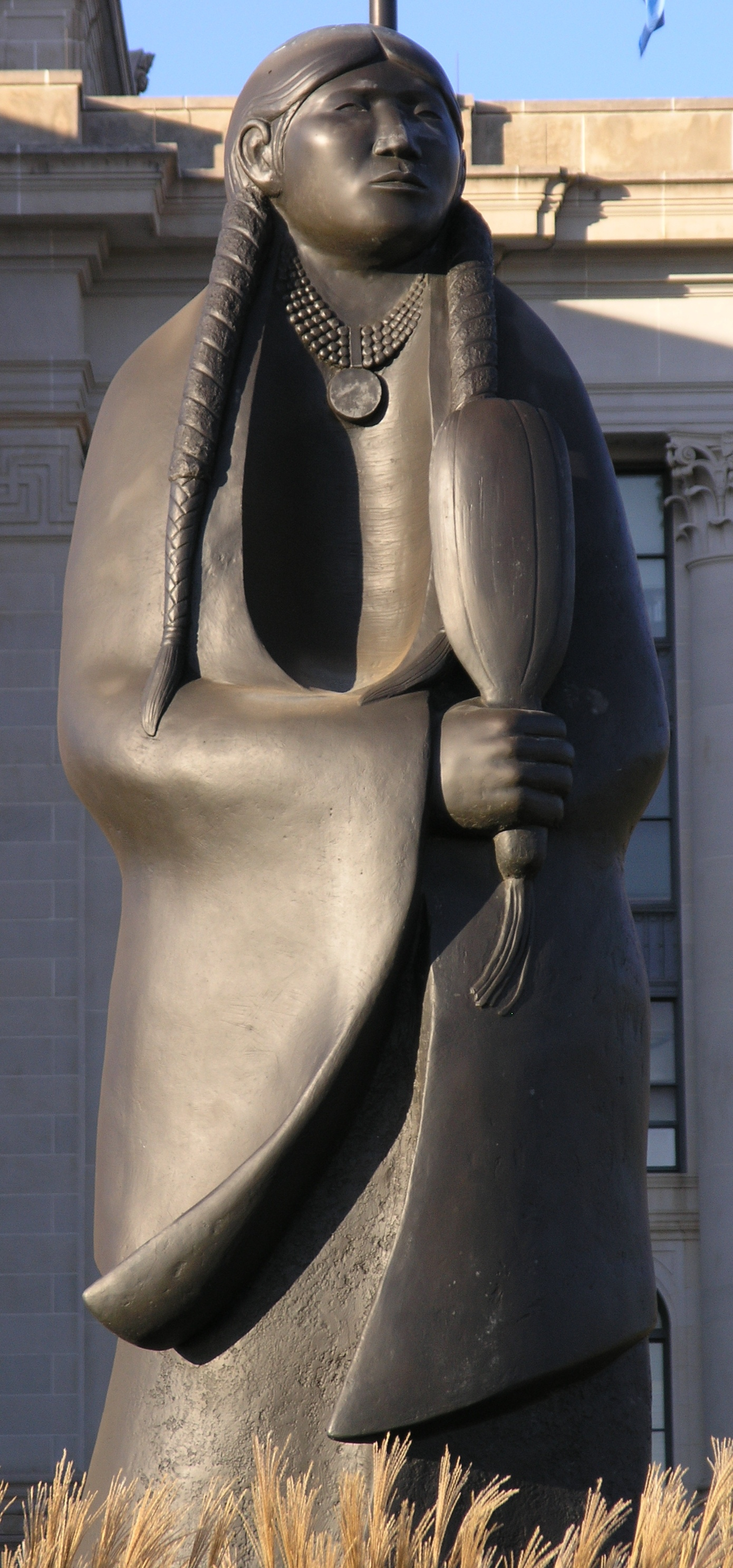
تندیس گرامیداشت زن سرخ‌پوست
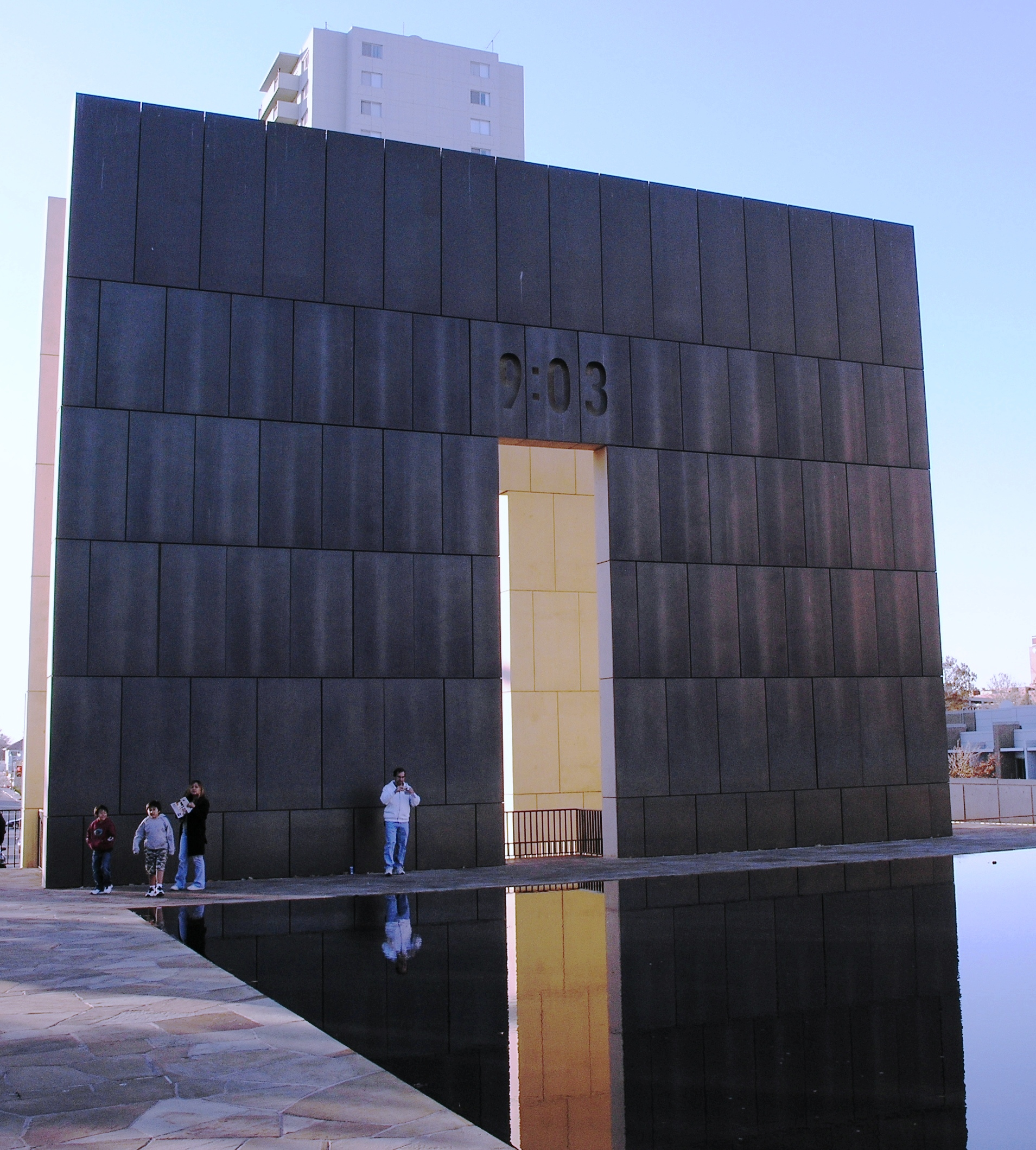
یادبود قربانیان بمبگذاری اکلاهماسیتی در سال ۱۹۹۴
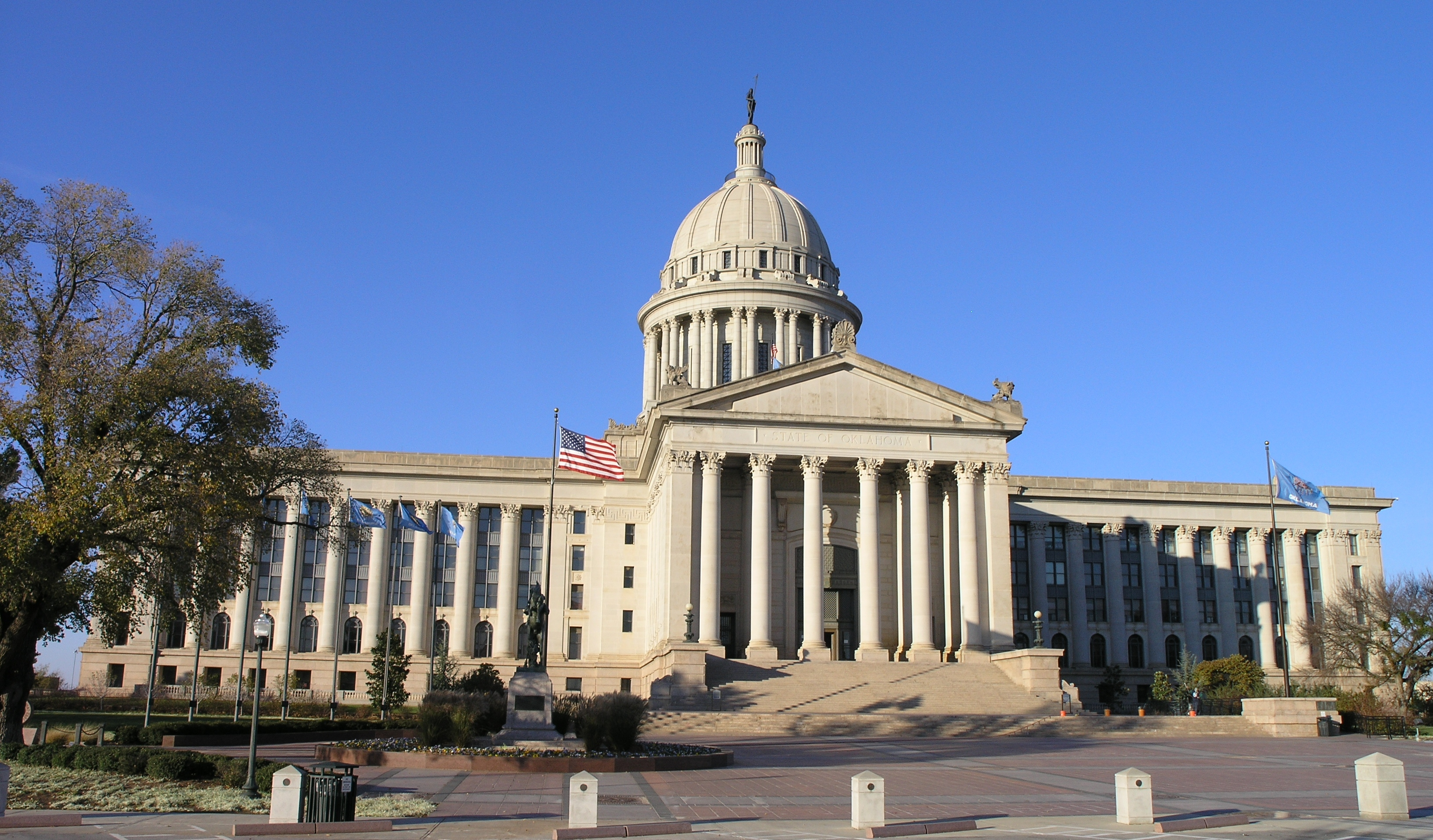
کاپیتول ایالت اکلاهما
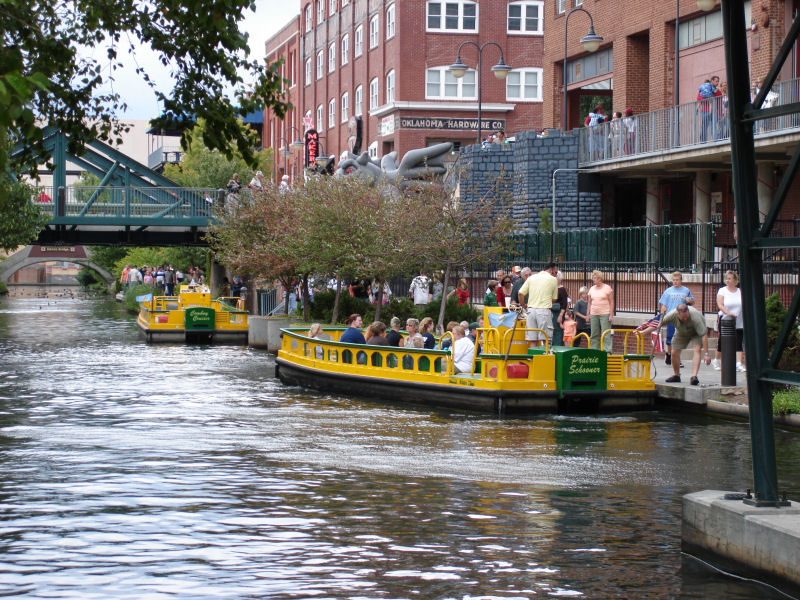
تاکسی‌های آبی در کانال تفریحی شهر

## پیوندهای وابسته
- اتاق بازرگانی شهر اکلاهماسیتی
- مرکز ملی هواشناسی آمریکا واقع در ایالت اکلاهما
- وبگاه رسمی سرخ‌پوستان قبیله اوسیج اکلاهما
- کلیسای ایرانیان شهر تولسا